# Moralita

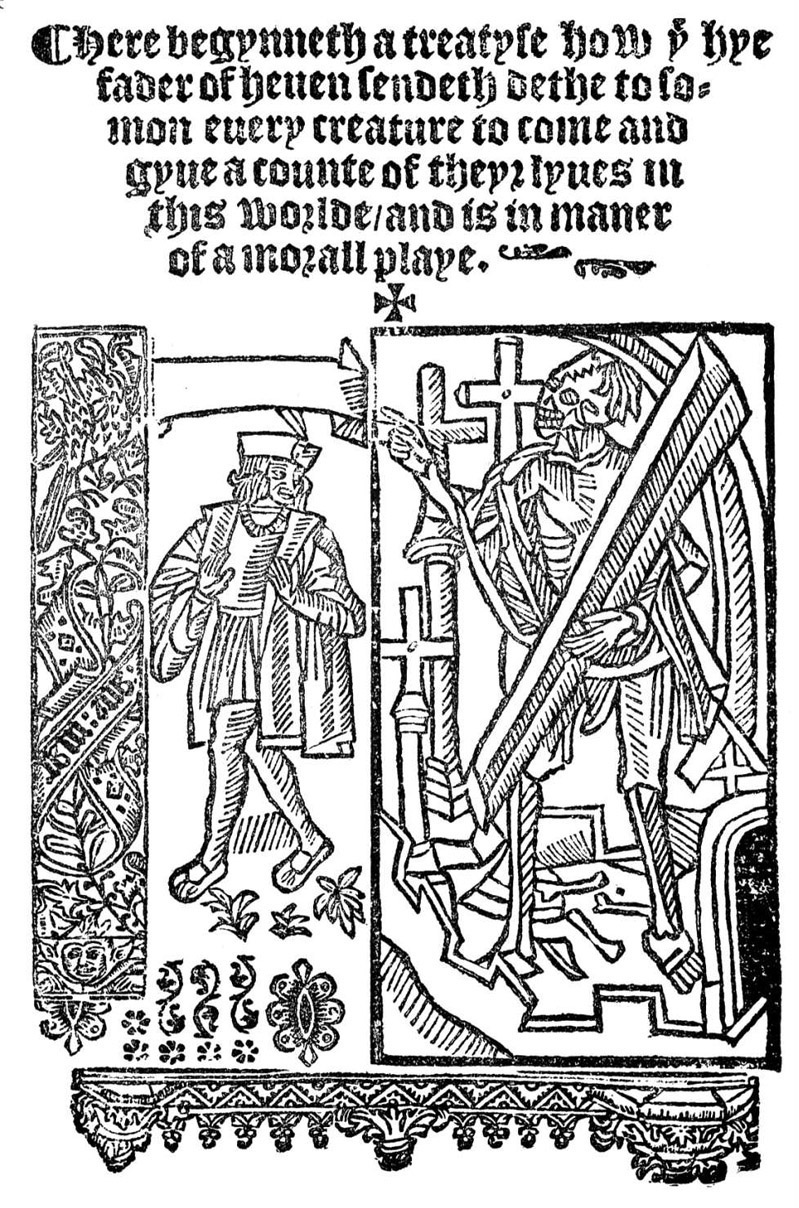
Frontispis vydání morality Kdokoli z roku 1530.

Moralita je původně alegorický žánr středověké duchovní hry, v níž vystupují postavy ztělesňující abstraktní pojmy mravních vlastností (Ctnost, Neřest, Pokora, Lenost atp.). Nyní se toto slovo také používá pro označení literárního díla vyznívajícího jako mravní výzva.
Středověké morality mají mravoučné tendence a jako takové patří do oblasti didaktické literatury. Spojují v sobě alegorickou personifikaci náboženských pojmů s realistickým prožíváním pozemského života a ukazují bezvýznamnost pozemského vlastnictví proti smrti a nutnost pokání.
Morality vznikaly v pozdním středověku nejprve ve Francii a v Anglii, ale brzy se rozšířily po celé Evropě. Nejznámější moralitou je pozdně středověká anglická hra Kdokoli (asi 1485, Everyman), zachycující poslední den Člověka, pro kterého přichází Smrt.